# Pasażerokilometr
Pasażerokilometr (paskm, pkm; ang.: pass·km=passenger·kilometre) – stosowana w transporcie pasażerskim (zazwyczaj publicznym i regularnym) jednostka miary pracy przewozowej wykonanej przez środki transportu pasażerskiego w określonym czasie (np. doby, miesiąca, roku, wybranego kursu itp.).
Przykład: Z przewozu tramwajem danej linii komunikacyjnej o długości trasy 5 km w wykonanym przez niego 1 pełnym kursie skorzystało łącznie 120 pasażerów.
120 pasażerów · 5 km (wkm) = 600 pkm
Wykonana w czasie trwania jednego kursu tramwaju praca przewozowa polegająca na przewozie osób wynosi 600 pasażerokilometrów.
Jednostka wykorzystywana w działaniach ekonomicznych, statystycznych; najczęściej jako punkt odniesienia dla innych obliczeń dotyczących przewozu osób, szczególnie kosztowych, bądź składowa ich algorytmów.
Uwagi:
1. dla uzyskania poprawnego wyniku niezbędne jest podanie rzeczywistej liczby pasażerów korzystających z przewozów w obliczanej przestrzeni czasowej, tzn. niezależnie od wielkości faktycznych opłat za przewóz, w tym wynikających ze stosowanych ulg; w praktyce zdecydowana większość krajowych podmiotów przewozowych w transporcie pasażerskim nie prowadzi (w odróżnieniu od transportu towarowego) precyzyjnych (tzn. ciągłych i kompleksowych) badań napełnień środków transportu i opiera się wyłącznie na danych orientacyjnych,
2. pasażerokilometr nie uwzględnia stawek przewozowych (w przypadku transportu osób: taryfy przewozowej, a także stopnia jej przestrzegania przez pasażerów), wskutek czego nie daje bezpośredniego poglądu na wielkość przychodów z działalności przewozowej czy jej rentowność.